# Floris De Tier
Floris De Tier (Gavere, 20 de enero de 1992) es un ciclista belga, miembro del equipo Wagner-Bazin WB.

## Palmarés
Aún no ha conseguido ninguna victoria como profesional.

## Resultados en Grandes Vueltas
Durante su carrera deportiva ha conseguido los siguientes puestos en las Grandes Vueltas.
| Carrera | Carrera         | 2015 | 2016 | 2017 | 2018 | 2019 | 2020 | 2021 | 2022 | 2023 | 2024 |
| ------- | --------------- | ---- | ---- | ---- | ---- | ---- | ---- | ---- | ---- | ---- | ---- |
|         | Giro de Italia  | —    | —    | —    | —    | —    | —    | —    | —    | —    | —    |
|         | Tour de Francia | —    | —    | —    | —    | —    | —    | —    | —    | —    | —    |
|         | Vuelta a España | —    | —    | 62.º | 41.º | —    | —    | 48.º | Ab.  | —    | —    |

—: no participa

Ab.: abandono